# سلمندر ببري
سلمندر ببري (الاسم العلمي: Ambystoma tigrinum)، هو نوع من سلمندر الخلد يعيش في أمريكا الشمالية وهو مدرج في قائمة نوع غير مهدد.